# 钢城街道 (鞍山市)
钢城街道，是中华人民共和国辽宁省鞍山市铁东区下辖的一个乡镇级行政单位。2019年12月，撤销钢城街道，下辖的5个社区成建制划入站前街道。

## 行政区划
钢城街道下辖以下地区：
八卦社区、新一佳社区、申江社区、北山社区和党校社区。